# Essalam-Moschee

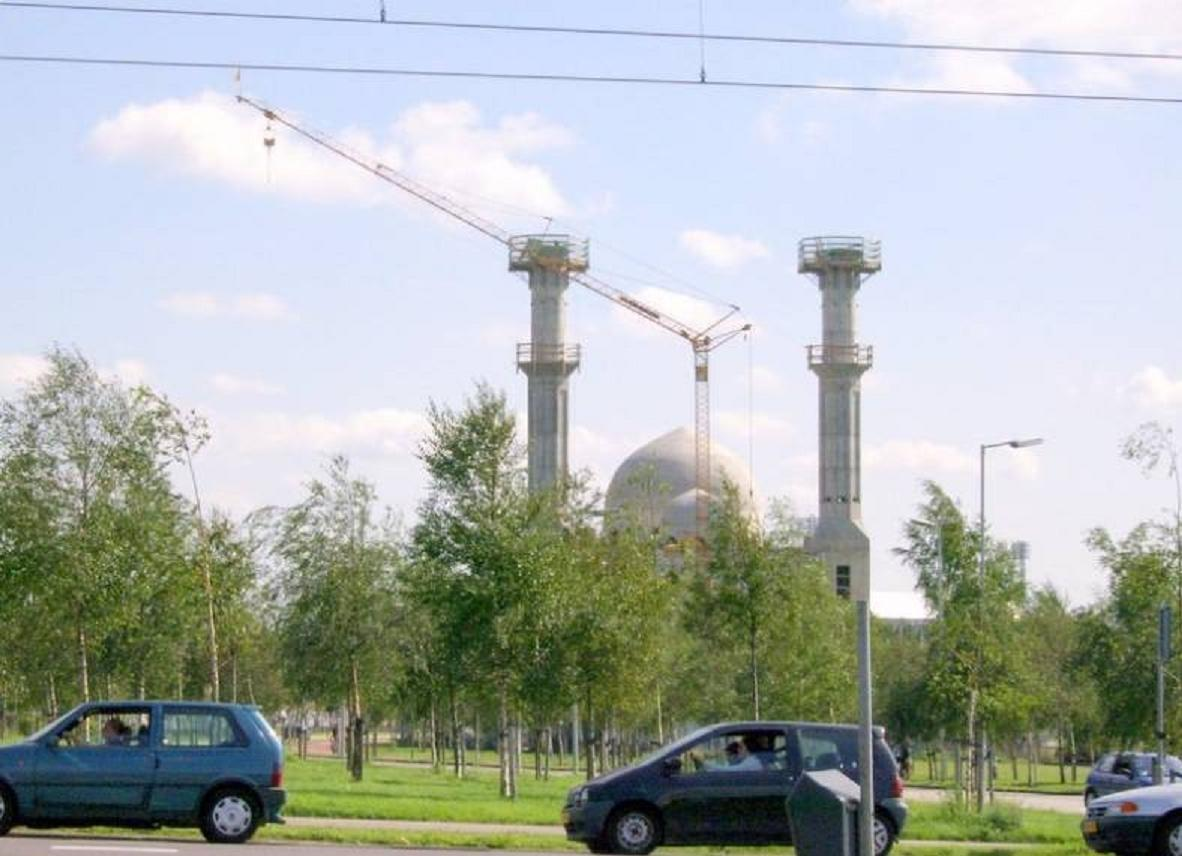
Essalam-Moschee in der Bauphase (September 2006)

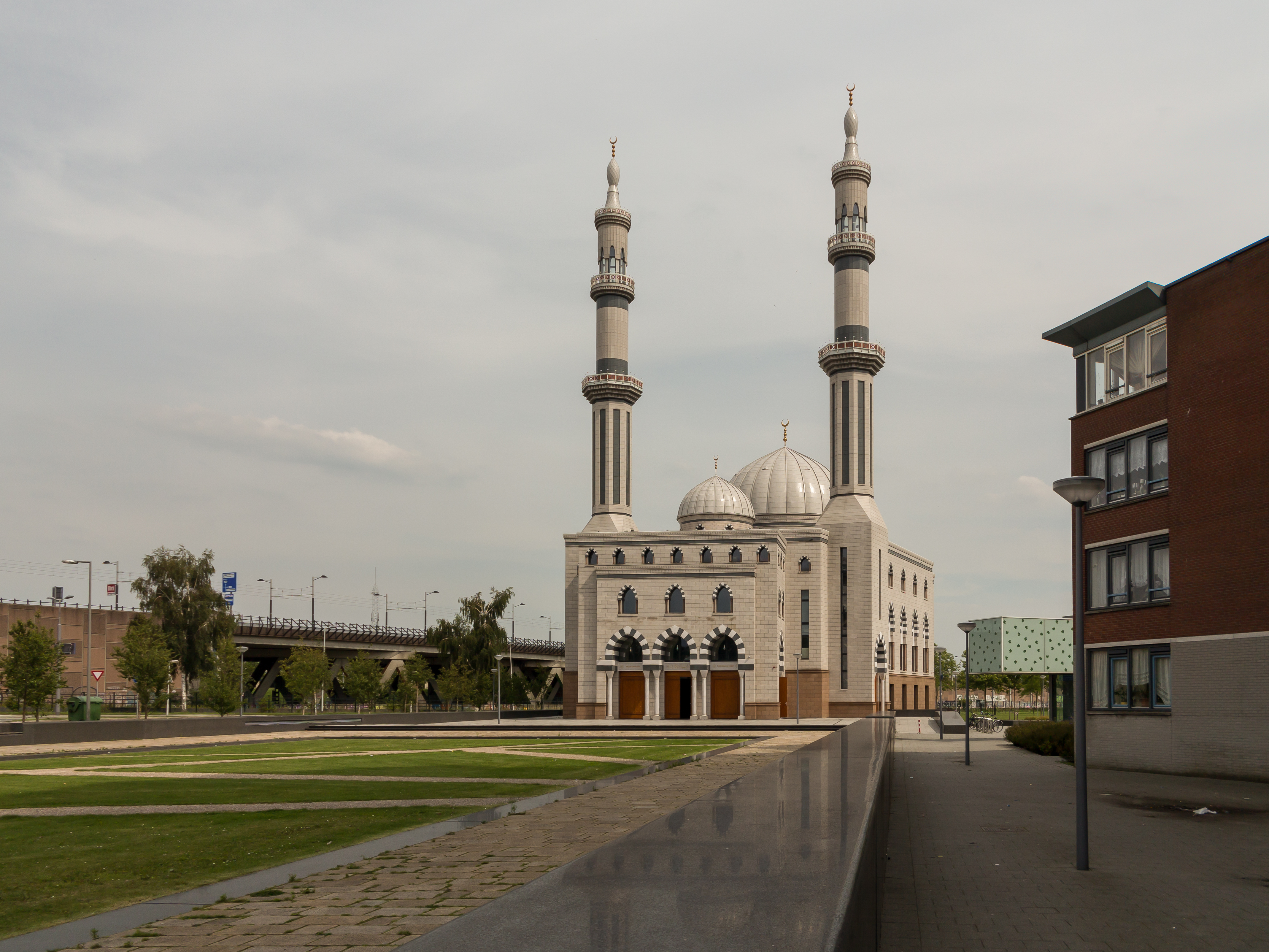
Die Essalam-Moschee 2015

Die Essalam-Moschee (niederländisch Essalammoskee; arabisch مسجد السلام) ist eine von 2003 bis 2010 gebaute Moschee in Rotterdam im Stadtteil Feijenoord, in der Nähe des Fußballstadions De Kuip. Die Moschee ist das größte islamische Gotteshaus in den Niederlanden sowie in Westeuropa.

## Baugeschichte
Die ursprüngliche Essalam-Mosche wurde 1987 gegründet, wurde aber allerdings bald zu klein für die 2500-Seelen-Gemeinde.
Der Bau der Moschee von 2003 bis 2010 war mit vielen Problemen verbunden und wurde regelmäßig gestoppt. 
Wiederholt drohte die Stadt Rotterdam durch den Beigeordneten Hamit Karakus damit, der Gemeinde die Lizenz zu entziehen, um dadurch die entstandene Sackgasse im Konflikt zwischen Moscheevorstand und ihrem Auftragnehmer aufzulösen und so die Fertigstellung voranzubringen. Auch intern waren die Gläubigen während des Baus in ihren Ansichten stark geteilt. Im Juli 2008 mussten etwa 150 Polizisten wütende Gläubige zurückhalten.
Die Moschee mit ihrer Größe bestimmt stark das Bild des Bezirks. Die Kuppel ist 25 Meter und die Minarette sind 50 Meter hoch; der 2.000 m² große Gebetsraum im ersten Stock bietet Platz für 3.000 Männer. Den Frauen ist ein Raum im zweiten Stock vorbehalten; von dort können sie die Predigten des Imam durch ein Loch im Boden verfolgen, so die Angaben der Bauherren. 
Der Architekt ist Wilfried van Winden. Viele junge Muslime empfinden den Bau als zu klassisch; sie sehen das Gebäude als typische „Heimwehmoschee“ an. Minarette seien zudem ihrer Meinung nach nicht zwingend notwendig.
Die Moschee wurde am 17. Dezember 2010 in Betrieb genommen. Bei der Eröffnung war Rotterdams muslimischer Bürgermeister Ahmed Aboutaleb anwesend; er zerschnitt laut Stadtverwaltung ein symbolisches Band.

## Finanzierung
Der Wunsch der marokkanischen Gemeinschaft in Rotterdam-Süd nach einem eigenen großem Gotteshaus wurde 1999 Wirklichkeit als Muhammad bin Raschid Al Maktum, ein konservativer Scheich aus den Vereinigten Arabischen Emiraten, sich bereit erklärte, mittels  seiner Al-Maktum-Stiftung zur Finanzierung der Moschee 4.000.000 Euro beizutragen. Im Jahr 2009 schienen die Gesamtkosten für den Bau der Moschee bei zu rund 8 Millionen Euro zu liegen. Die genaue Höhe der Baukosten ist nicht bekannt, ein Betrag in zweistelliger Millionenhöhe wird vermutet.
Die Lokalpartei Leefbaar Rotterdam („Lebenswertes Rotterdam“) hat festgestellt, dass der Bau der Moschee möglicherweise mit Geld aus zweifelhaften Quellen finanziert wurde. Eine Reihe von Gläubigen wehrte sich gegen eine ausländische Finanzierung der Moschee, genauer gesagt gegen die Finanzierung aus Dubai. Schließlich wurden fünf dieser Gegner durch ausländischen Einfluss nach einem eskalierten Konflikt mit einem Moscheeverbot belegt. Dieses Verbot bezieht sich auf das heutige Gotteshaus der Gemeinde. Auch der niederländische Inlandsgeheimdienst AIVD untersuchte die Finanzierung des Baus der Moschee.